# Grammatologie (Derrida)
Das Kunstwort Grammatologie bezeichnet die Wissenschaft von der geschriebenen Schrift. Im engeren Sinne bezeichnet Grammatologie einen Ansatz des französischen Philosophen Jacques Derrida, in dem er dem abendländischen Logozentrismus bzw. Phonozentrismus seine Theorie der Schrift entgegenstellt. Am ausführlichsten breitet er diesen poststrukturalistischen Ansatz in seinem Hauptwerk De la grammatologie von 1967 aus. In dem epochemachenden Werk strebt Derrida keine  Beschreibung der historischen Genese der Kulturtechnik „Schrift“ an, sondern möchte durch ein neuartiges Verständnis des von ihm weitgefassten Phänomens „Schrift“ zu einer Überwindung „alle[r] technischen und epistemologischen Hindernisse“ und einer Abstreifung „alle[r] theologischen und metaphysikalischen Fesseln“ gelangen, die seiner Ansicht nach die abendländische Philosophie seit ihrem Beginn  geprägt haben. Dabei wendet er das durch ihn bekannt gewordene Lektüre- und Analyseverfahren der Dekonstruktion an.
Davon abzugrenzen ist die stellenweise ebenfalls als Grammatologie bezeichnete Schriftlinguistik, die sich mit der Geschichte der Schrift, der Geschichte der Schriftmedien, den Schriften der Welt, der Schriftkultur oder Ähnlichem befasst.

## Semiotische Grundlagen
Dieser Abschnitt soll lediglich einer für das weitere Verständnis benötigten kurzen Einführung dienen. Für weitergehende Informationen siehe die Artikel Semiotik, Zeichen und den insbesondere hinsichtlich Derrida interessanten Abschnitt zur Theorie Saussures.
Die Grammatologie bedient sich vornehmlich des Vokabulars des Strukturalismus, um es infolgedessen zu verwerfen oder zu radikalisieren. Derrida bezieht sich dabei namentlich auf die strukturalistischen Vordenker Ferdinand de Saussure, Charles Sanders Peirce und Louis Hjelmslev, aber auch auf Vertreter des Russischen Formalismus wie Roman Jakobson und die Opojaz. Für das Gros dieser Autoren stand das (sprachliche) Zeichen im Fokus der theoretischen Betrachtungen.

### Das Zeichen
Ein Zeichen ist nach dem Semiotiker Umberto Eco „[e]ine physikalische Form, die für den Empfänger auf etwas verweist, was diese physikalische Form denotiert, bezeichnet, nennt, aufzeigt, und was nicht die physikalische Form selber ist“ oder einfacher: Ein Zeichen ist etwas, das für etwas anderes steht. Für die Kommunikation ist das Zeichen unentbehrlich, denn aufgrund der Unübertragbarkeit geistiger Zustände kann der Austausch von Gedanken, Ideen oder Empfindungen nur mit Hilfe eines Mediums geschehen, eines vermittelnden Zeichens: „Man verwendet das Zeichen, um eine Information zu übermitteln, um jemandem etwas zu sagen“.
Sprachliche Zeichen wie z. B. Morpheme sind durch kleinere paradigmatische Einheiten, in diesem Fall durch Phoneme, voneinander unterschieden. Diese kleinstmöglichen distinktiven Merkmale treten aus einem System von Oppositionen hervor. Zeichen sind also „die Resultante sukzessiver und gleichzeitiger Verbindungen von Unterelementen“ die Korrelation von Ausdrucks- und Inhaltsebene wird durch einen Code gewährleistet.

### Signifikat und Signifikant
In der Linguistik wird vornehmlich das Modell des semiotischen Dreiecks zur Veranschaulichung der Beziehungen zwischen den Zeichen und der außersprachlichen Welt verwendet. Meist sind in diesem triadischen Modell folgende Elemente vertreten:
- Ein physisches Zeichen, zum Beispiel ein Wort oder ein Symbol
- Ein Begriff, der zwischen einem Ding in der Welt und dem Zeichen vermittelt
- Ein Ding in der Welt, worauf sich das Zeichen und der Begriff beziehen

Folgende Abbildung zeigt zwei mögliche Fassungen des semiotischen Dreiecks. Bei Modell 1 sind die Ecken mit gemeinsprachlichen Begriffen beschriftet, Modell 2 bedient sich der klassischen semiotischen Nomenklatur:
```
          Modell 1:                           Modell 2:

           Begriff                            Signifikat
              /\                                 /\
             /  \                               /  \
            /    \                             /    \
           /      \                           /      \
          /        \                         /        \
    Zeichen ...... Gegenstand      Signifikant ...... Referent
    (Wort)           (Ding)

```

Jede physische Gegebenheit, also etwa ein gesprochenes oder geschriebenes Wort, eine Gebärde oder ein akustisches Signal, kann als Zeichen interpretiert werden und zwar dann und genau dann, wenn sie auf einen Begriff (im Sinne einer „Vorstellung im menschlichen Geist“) verweist. So löst die Buchstabenkette ⟨birne⟩ (oder die Lautkette /ˈbɪʁnə/) bei einem deutschsprachigen Rezipienten das mentale Bild einer Birne aus. Um dieses gedankliche Bild zu aktivieren, muss keine „echte“ Birne vorhanden sein, da mittels eines Zeichens im engeren Sinne auf sie (auf eine bestimmte, auf die Gesamtheit der Birnen) verwiesen werden kann. Die zum Zeichen gewordene physische Gegebenheit nennt man Signifikant („das Bezeichnende“), die Vorstellung nennt man Signifikat („das Bezeichnete“). Der Signifikant steht dabei allerdings in keinerlei oder einer äußerst schwachen Beziehung zum Referenten (dem „Ding in der Welt“), was die gestrichelte Linie in den Schaubildern abzubilden sucht. Im Gegensatz dazu ist die Verbindung zwischen Referent und Signifikat gemäß dem Schaubild eine direkte. Oftmals wird dies so gedeutet, dass der Referent der Bezugspunkt ist, der das mentale Bild erst formt und mit Inhalt füllt, sodass es zum Vermittler zwischen Zeichen und Ding wird, indem es beiden Sinn gibt.
Wie jedoch der durchgezogene Strich in obigem Schema nahelegt, stehen der Signifikant und das Signifikat ebenfalls in direkter Beziehung zueinander. Diese bilaterale Struktur zwischen Ausdrucks- und Bedeutungsseite wird im Strukturalismus Saussurescher Prägung als Einheit verstanden, ein vollständiges Zeichen bestehe demzufolge immer aus Lautbild (oder Schriftbild) und Vorstellung, aus Signifikant und Signifikat. Für Saussure verweist erst ebendieses vollständige Zeichen auf einen Referenten.
Zwei mögliche Modelle für ein vollständiges Zeichen nach Saussure:
```
   ___________       ___________
⎛ Vorstellung⎞   ⎛ Signifikat ⎞
┃____________┃   ┃____________┃
┃  Lautbild  ┃   ┃ Signifikant┃
⎝____________⎠   ⎝____________⎠

```

### Das Missverständnis vom Referenten
Durch das semiotische Dreieck wird der Anschein erweckt, die Bedeutung eines Signifikanten habe auch etwas mit dem „Ding in der Welt“ (dem Referenten) zu tun. Allerdings ist der Rückgriff auf eine außersemiotische Dingwelt nicht notwendig, um die Funktionsweise von Zeichen zu erklären. Der Referent ist bereits bei Saussure aus gutem Grund aus dem sprachlichen Zeichen ausgeschlossen, obwohl seine Argumentation noch nicht weit genug ging: Laut Saussure verweise ein „ganzes“ Zeichen, bestehend aus Signifikant und Signifikat, auf einen Gegenstand in der Welt. In der Semiotik entsteht durch das Festhalten am Referenten allerdings das Problem, dass der Signifikant weiterhin vom Gegenstand abhängig bleibt, wodurch sein Wahrheitswert als Zeichen vom Gegenstand bestimmt wird; außerdem müsste bei jedem Sprechakt aufs Neue der konkrete Bezugsgegenstand des Signifikanten (deiktisch oder metasprachlich) identifiziert werden, was zu einer unauflösbaren Aporie führt. Der Sinn (bzw. das Signifikat) eines Signifikanten ist jedoch nicht oder zumindest nicht primär von realen Gegebenheiten abhängig: So verleitet die Aussage „Deine Schnürsenkel sind offen“ den Rezipienten zu der Handlung, auf seine Schuhe zu blicken – unabhängig davon, ob die Aussage wahr oder falsch ist, denn das „Problem der Lüge (oder der Falschheit), das für die Logiker von Bedeutung ist, ist prä- oder post-semiotisch“. Der Inhalt der Aussage ist sogar weiterhin verständlich, wenn der Hörer Sandalen oder überhaupt keine Schuhe trägt.
Vielmehr findet eine Semiotisierung des Referenten statt, in der das „Ding in der Welt“ selbst zum Signifikanten wird, der sich auf das gleiche (oder ein sehr ähnliches) Signifikat wie der aus sprachlichen Symbolen bestehende Signifikant bezieht. Der Gegenstand wird nicht als Individuum wahrgenommen, sondern unter einem bereits bekannten System subsumiert. Um es wieder durch ein Beispiel zu verdeutlichen: Die Buchstabenkette ⟨birne⟩ vergegenwärtigt beim Hörer die Vorstellung einer Birne, doch der Anblick einer „echten“ Birne tut dies ebenfalls. Die real existierende Frucht wird als ein Vertreter der kulturellen Einheit „Birne“ zu einem Signifikanten für das dazugehörige Signifikat, das kraft seiner bestimmten semantischen Extension eine individuelle Konnotation trägt.

## Grammatologie nach Derrida
Die Unterscheidung zwischen Signifikant und Signifikat, die als zwei Seiten eines Blattes gedacht werden, ist Derrida zufolge nicht haltbar: Der Ursprung des Signifikats bleibe weiterhin im Verborgenen, außerdem zeitige die bloße Verweisfunktion des Signifikanten eine im Metaphysischen verhaftete Hierarchisierung, durch die das Signifikat ohne den Signifikanten gedacht werden könne. Dieses unendliche oder auch transzendentale Signifikat, das unabhängig von einem Zeichenträger existieren können soll, wird zum entscheidenden Kritikpunkt in Derridas Grammatologie.

### Logozentrismus / Phonozentrismus
Die Kritik am Logos (agr. λόγος), einem bereits seit der Zeit der Vorsokratiker verwendeten Kernbegriff der abendländischen Philosophie, ist zugleich der Ausgangspunkt und das Ziel von Derridas Betrachtung über die Sprache und die Schrift.
„Das Zeichen muß die Einheit einer Heterogenität darstellen, denn das Signifikat (Sinn oder Ding, noëma oder Realität) ist nicht an sich Signifikant, Spur; sein Sinn konstituiert sich jedenfalls nicht durch sein Verhältnis zur möglichen Spur.                       Das formale Wesen des Signifikats ist die Präsenz, und das Privileg seiner Nähe zum Logos als phone ist das Privileg der Präsenz.“
Damit eng verbunden sei das Primat der phone, das Derrida bereits bei Platon, Aristoteles, Rousseau, Hegel und Husserl verwirklicht sieht und das auch die semiotische und linguistische Forschung seit Ferdinand de Saussure bestimmte. Eine gesprochene Äußerung sei seit jeher mit der Repräsentation von inneren (oder auch: seelischen) Zuständen verknüpft. In der Stimme sei das Signifikat am unmittelbarsten ausgedrückt, ihre Funktion sei die „der unmittelbaren, natürlichen und direkten Bezeichnung des Sinns (des Signifikates, der Vorstellung, des idealen Gegenstandes oder wie immer man will)“. Dieses Privileg der lautlichen Sprache führe zu einer Zurückdrängung der Schrift, denn das gesprochene Wort sei dem Sinn des Logos näherstehend. Das zweiseitige Zeichenmodell selbst sei nach wie vor dem als metaphysisch abgekanzelten Logozentrismus der abendländischen Philosophie verhaftet, es verschmelze mit dem Phonozentrismus zu einer „absolute Nähe der Stimme zum Sein, der Stimme zum Sinn des Seins“ und somit zu einer Metaphysik der Präsenz, in der ein jedes sprachliches Zeichen isoliert und kommunikativ weitergegeben werden könne, ohne in seiner Substanz (oder auch: in der οὐσία) verändert zu werden. Als Argument gegen den Phonozentrismus führt Derrida unter anderem die mathematische Schrift an, die nicht an eine phonetische Produktion, und damit auch nicht an das Präsenzdenken gebunden sei. Dieser Phonozentrismus und das binäre Zeichenkonzept, das sich im Wesentlichen auf das transzendentale Signifikat stützt, sei Ursache für die Präsenzmetaphysik und somit auch für den Logozentrismus, in dem die Schrift aus dem inneren Sprachsystem ausgeschlossen werde.

### Derridas Schriftbegriff
„Wir werden zu zeigen versuchen, daß es kein sprachliches Zeichen gibt, das der Schrift vorherginge.“
Die Schrift erfuhr in der Geschichte des Denkens laut Derrida eine ungerechtfertigte Abwertung als Repräsentant des gesprochenen Wortes. Ihr sei lediglich eine zweitrangige Funktion zugesprochen worden, da der Hauptzweck (agr. τέλος) der Schrift immer schon auf die Konservierung von phonetischer Sprache reduziert wurde. Dagegen sei die Schrift nicht nur Hilfsmittel der Wissenschaft, sondern eine notwendige Möglichkeitsbedingung wissenschaftlicher Objektivität. Durch die Umkehrung des Verhältnisses zwischen Signifikat und Signifikant wird letzterem eine entscheidendere Rolle für die Theoriebildung zugewiesen; die Schrift wird als Vertreterin der Signifikanten schlechthin zum Hyperonym für alle Formen der Sprache (auch der gesprochenen), außerdem auch für alle weiteren Zeichensysteme. Die Grammatologie (Wissenschaft von der Schrift) ersetzt somit die Semiologie (Wissenschaft vom Zeichen).
Derrida versteht die Schrift nicht wie die strukturalistische Schule als ein vom menschlichen Repräsentationswillen abhängiges Zeichen, sondern als hinterlassene Spur, die innerhalb eines Systems von Verweisungen (wie der Sprache) ad infinitum weiter auf Positionen innerhalb dieses Systems verweist. Demzufolge gelte es das von der sprachlichen Seite unabhängige Signifikat des Strukturalismus zu hinterfragen, das kraft seiner Verwurzelung in Theologie und Metaphysik die Rolle des „primum signatum“ als transzendentale, vom Bewusstsein unabhängige, real-seiende Entität annehme. Anstatt der zweiseitigen Signifikat-Signifikant-Verbindung sei jeder Signifikant der Signifikant eines weiteren Signifikanten. Das transzendentale Signifikat ist somit also obsolet geworden, denn es sei ohnehin schon seit jeher in den Prozess der ewigen Verweisungen eingeschrieben: „Das Signifikat fungiert darin seit je als ein Signifikant, […] von Anfang, von Beginn des Spieles an. Es gibt kein Signifikat, das dem Spiel aufeinander verweisender Signifikanten entkäme, das die Sprache konstituiert, und sei es nur, um ihm letzten Endes anheimzufallen“.

### Von der Grammatologie zur Dekonstruktion: Diedifférance
Durch die Abschaffung der transzendentalen Signifikate tritt an die Stelle des zweiseitigen Zeichens das Modell des unendlichen Verweises der aufgewerteten Signifikanten, jedes Signifikat werde wegen der différance (in deutschsprachigen Übersetzungen als *Differenz oder Differänz wiedergegeben) wiederum zu einem Signifikanten.
Die nicht als theoretisches Konzept, sondern vielmehr als seit jeher wirkende Kraft verstandene différance ist als realer Prozess die Ursache, als von Derrida geschaffener Neologismus dagegen das vorläufige Ergebnis der Reflexionen über das Zeichen und die Schrift. Derrida rekurriert auf die beiden unterschiedlichen Bedeutungen, die die Verben différer im Französischen und differre im Lateinischen tragen, nicht jedoch das griechische Verb διαφέρειν. Während letzteres lediglich die Bedeutung der „herkömmlichen“ Differenz, also der Nicht-Identität und des inhaltlich Unterschiedenen besitzt, bezeichne das Verb im Französischen und Lateinischen zudem die Tätigkeit des zeitlichen Verschiebens, der sogenannten Temporisation. Der von Derrida geschaffene Neologismus différance soll dabei sowohl den Vorgang der Verräumlichung als über-tragene (agr.: δια-φέρειν) Bedeutung, als auch den Vorgang der Verzeitlichung des Zeichens einschließen.
Das sprachliche Zeichen hätte also nicht nur eine verweisende Stellvertreterfunktion gegenüber dem Signifikaten (oder dem Referenten), sondern schiebe den Moment der Begegnung mit „der Sache selbst“ (im Sinne der ontologischen Präsenz) auf. Das zeitliche und räumliche Sich-Bewegen der différance ist kein zielgerichteter Prozess, sondern lässt sich im Gegenteil nur vom Ergebnis her verstehen. Der Vorgang des Entspringens von Bedeutung bleibt im Dunkeln, die Einführung der Kategorie der temporalen Dilatation führe nämlich dazu, dass das intra-, inter- und paratextuelle Spiel der Verweise niemals zu einem Ende findet. Daraus müsse allerdings auch geschlossen werden, dass jedweder Versuch eine Metasprache zu erschaffen zum Scheitern verurteilt sei, ja sogar die Geschichte der Philosophie müsse aufgrund ihres fehlerhaften Umgangs mit Schrift und Text umgeschrieben werden:
„Da das Sein immer nur »Sinn« gehabt hat, immer nur als im Seienden Verborgenes gedacht oder gesagt wurde, (ist) die différance auf eine gewisse und äußerst sonderbare Weise »älter« als die ontologische Differenz oder als die Wahrheit des Seins.“

### Verwandte Konzepte
Eng verwandt mit der différance ist das Konzept der unendlichen Semiose, das von Charles Sanders Peirce entwickelt und von Umberto Eco aufgegriffen, kritisiert und weiterentwickelt wurde. Laut Eco und Peirce wird im Bewusstsein jedes Signifikat zu einem erneuten Signifikanten eines weiteren Signifikaten, das wiederum zu einem Signifikanten wird, ohne dass dieser Prozess jemals beendet sein könnte (ähnlich argumentieren auch Hjelmslev und Barthes). Diese neuentstandenen Zeichen nennen sie Interpretanten 1. Grades, 2. Grades usw., die Summe der Interpretanten sind die Konnotationen des ursprünglichen Zeichens:
```
   _____________________________________________________
  |                                                     | + weiteres Signi-
  |                    Signifikant                      | fikat, so weiter
  |_____________________________________________________| ad infinitum
   _________________________   _________________________
  |                         | |                         | Interpretant
  |       Signifikant       | |       Signifikat        | 1. Ordnung
  |_________________________| |_________________________|
   ___________   ___________
  |           | |           |
  |Signifikant| |Signifikat | „ursprüngliches“ Zeichen
  |___________| |___________|
       (Eco: ''Zeichen.'' 1977, S. 100)

```

Der klassischen Tradition des einspurigen „Baum-Denkens“ wird im Rhizom-Modell von Gilles Deleuze und Felix Guattari ein dezentralisiertes, asignifikantes und antigenealogisches Denken entgegengestellt, dessen durch Knotenpunkte immer weiter vernetzbare Verweisstruktur einem wildwachsenden und wuchernden Wurzelknollengeflecht gleicht. Des Weiteren ist das Modell der semantischen Netze von M. Ross Quillian, das zwar auf verschiedenen Annahmen basiert, aber zu einem ähnlichen Ergebnis gelangt, wiederum mit dem Rhizom verwandt.

## Grammatologie, Literatur und Dekonstruktion
„Wenn wir den Text vom Buch abheben, dann wollen wir damit sagen, daß der Untergang des Buches, wie er sich heute in allen Bereichen ankündigt, die Oberfläche des Textes bloßlegt.“
Die Grammatologie schafft die Grundlage für die literaturtheoretischen Betrachtungen Derridas, die verständlicherweise eng mit seinem Schrift- und Textbegriff verknüpft sind.

### Polysemie und Dissemination
Der hermeneutische Ansatz, die Vieldeutigkeit eines literarischen Textes zu postulieren und darauf aufbauend eine Vielzahl von Interpretationsansätzen und -ergebnissen zuzulassen, geht Derrida nicht weit genug. Er stellt diesem polysemischen Verständnis der Interpretation sein Konzept der disseminalen Lektüre entgegen: Der Text sei semantisch unbestimmbar, eine Bedeutung (und sei es auch nur eine unter endlich vielen) sei im Sinne einer verstehenden (oder sinnverstehenden) Deutung nicht rekonstruierbar. Da die Dissemination einen absoluten Bruch mit dem gegebenen Text vollziehe, sei sie gegenüber der Polysemie der Hermeneutik der vorzuziehende Lektüreansatz, da ebenjener „absolute Bruch“ wiederum eine „absolut disseminierte Vielstimmigkeit“ der möglichen Lesarten ermögliche.
Begründet wird dies mit der semantischen Unterdeterminiertheit des Textes und seiner Einheiten (Wörter, Sätze etc.), da der Text selbst notwendigerweise seine Ganzheit und seine Autarkie postulieren müsse. Daraus folgt, dass literarische Texte per se uneindeutig seien, weswegen alle Interpretationsanstrengungen und Versuche einer nachvollziehenden Lektüre scheitern müssen. Um seine eigene Widersprüchlichkeit aufzudecken und seine sinnstützende Struktur zu schwächen, müsse der Text präzise und genau gelesen und durch eine neuerliche problematisierende Textproduktion verdoppelt werden.

### Das Supplement
„Da jeder Begriff in eine Kette oder in ein System eingeschrieben ist, in dem er »durch das systematische Spiel von Differenzen« auf andere Begriffe verweist, ist er »nie an sich gegenwärtig«.“
Der Begriff des Supplements ist elementar für das Verständnis der Grammatologie und hatte entscheidenden Einfluss auf die Literaturwissenschaft. Das Supplement hängt entscheidend mit dem bereits  oben angesprochenen endlosen Spiel der Verweise und Derridas Textverständnis zusammen, das sich in dem mittlerweile vielzitierten Ausspruch „Ein Text-Äußeres gibt es nicht.“ (orig. frz.: „Il n'y a pas de hors-texte“) manifestiert. Der Ursprungspunkt eines Signifikanten sei keineswegs außerhalb der Schrift zu suchen, da damit immer das Denken eines transzendentalen Signifikaten oder eines realen Referenten einhergehen müsse; vielmehr trete am fehlenden Ursprung ein Supplement auf, das zu einer endlosen Kette oder Serie von Substitutionen gehörig ist. Diese Kette der immer weiterverweisenden Supplemente, die end- und ursprungslose Verweispraxis eines jeden Textes verzögere eine endgültige Bedeutung bis ins Unendliche, denn der Moment der Ankunft an einem Anfangs- oder Endpunkt des Sinns, des Seins oder einer ontologisch absoluten Gegenwart werde niemals erreicht.
Bei der Lektüre eines Textes soll deswegen mittels einer doppelten Taktik vorgegangen werden: Einerseits soll sie sich nur innerhalb des Textes bewegen und vor allem niemals auf ein textäußeres Signifikat berufen, um jegliche Interpretation oder ein Abrücken in die Transzendenz zu vermeiden. Andererseits sollen die dem Autor nicht bewussten und nicht beherrschten Sprachschemata, also der implizite Supplementaritätscharakter seines Textes am Text selbst aufgezeigt werden, da jedwedem Text stets seine eigene unendliche Widerspiegelung immanent sei und er sich somit immer als Repräsentation, als Repräsentation einer Repräsentation usw. geriert.

### Metapher
Ausgehend von seiner Supplementtheorie beschäftigte sich Derrida auch mit der literarischen Metapher. Eine Metapher stellt zwischen zwei Sachverhalten, die eigentlich nicht einander zugehörig sind, eine sprachliche Verbindung her, die einer Veranschaulichung des eigentlichen Gegenstandes dienen soll. Ihr kommt dabei als analysierbares Objekt und Instrument der Analyse eine doppelte Funktion zu, da die für sie idiosynkratische Erklärungs- und Ersetzungsbewegung die Kernannahme der différance widerspiegele. Die Metapher hätte zwar verändernde Wirkung und sei in der Philosophie notwendig um ein System zu errichten, doch sei sie auch semantisch notorisch unzuverlässig und untergrabe ebenjenes System, das sie zu errichten vorgibt.
In der Literatur sei ein Überschuss an Metaphern vorhanden, in denen sich die gesuchte Bedeutung zurück- und damit entzieht, aber auch zurückkehrt als Supplement des vorherigen. Diese doppelnde Eigenschaft sei konstitutiv für die Metapher und markiere das supplementäre Überschussverhältnis des Textprozesses, indem sie als Metapher eine Metapher für den Text selbst sei. Durch die Veranschaulichung der Textoperation werde alles metaphorisch und es gäbe hinter dem Text keinen ergründbaren Sinn und auch keine Metapher mehr. Diese Nichtentscheidbarkeit von Bedeutung fasst Derrida als die Ursache für die Deutungswut der Hermeneutik auf.

### Die Dekonstruktion als literaturwissenschaftliches Paradigma
Aus den in der Grammatologie getroffenen Unterscheidungen und den damit einhergehenden Konsequenzen für das Verständnis von Sprache, Text und Schrift erwuchs ein literaturanalytisches Verfahren, das als Dekonstruktion bekannt wurde. Die Dekonstruktion wird in der zeitgenössischen Literaturwissenschaft als äußerst präzises Lektüreverfahren rezipiert, mit dem sich die textinterne Sinnkonstitution in zuvor ungeahntem Maße bloßlegen lässt. Unter Dekonstruktion versteht man jedoch keine einheitliche Theorie, vielmehr versteht sie sich selbst als Praxis, die mittels eines Dreischritts metaphysisch verknöcherte Oppositionssysteme aufbrechen will. In dem Dreischritt wird in den zu untersuchenden Texten zunächst eine hierarchische Bedeutungsachse aufgespürt, in der der abgewertete Begriff in einer Opposition zum primär verwendeten steht. Als Nächstes folgt der Beweis, dass sich Merkmale des abgewerteten Begriffs auch bei dem anderen finden, die inhaltliche Differenz zwischen ihnen wird dadurch eliminiert und der zuvor abgewertete Terminus wird im letzten Schritt für die weitere Beschreibung der unzulässigen metaphysischen Hierarchie verwendet. In der Grammatologie sind diese Begriffe die Stimme und die Schrift.
Das Verfahren der Dekonstruktion wurde z. B. von Roland Barthes als progressive Form der Literaturanalyse angewandt, in der der Text mittels produktiver Strukturation der Lektüre von jedweder Vergegenwärtigung ferngehalten werden soll. Weitere wichtige Figuren der Dekonstruktion sind Paul de Man und sein Umfeld an der Yale School.

## Wirkung und Kritik
Die erste Kritik an dem Begriff Grammatologie übt Derrida bereits zum Abschluss des ersten Hauptteils des gleichnamigen Werkes selbst: „Grammatologie, Denken, das noch eingemauert bliebe in der Präsenz“. Der Einfluss des Logos ist in seiner Theorie noch allseits präsent., aber wenn er durch die unermüdliche Dekonstruktion zwar nicht gebannt wird, so wird er doch kontinuierlich in Schach gehalten (siehe auch Metapher).
Die ostentativ anmutende Verunklarung des Vorhabens wird durch Derridas artifiziellen, teils assoziativ wirkenden Stil noch verstärkt, was jedoch gerade dem Kernpunkt der These sehr nahesteht: Eine letztgültige Bedeutung ist ohnehin nicht auffindbar, die Vergegenwärtigung des Anscheins von Sinn muss gestört werden. Unter dem gleichen Gesichtspunkt ist die Vermischung linguistischer, ontologischer und epistemologischer Begrifflichkeiten und Konzepte zu sehen: Mögen sie zunächst den Eindruck eines methodologischen Eklektizismus erwecken, sind sie doch innerhalb Derridas Hermetik durch ihren Logozentrismus untrennbar miteinander verknüpft und fallen aufgrund ihrer Verwurzelung in der Sprache der Präsenzmetaphysik allesamt unter das gleiche Kritikparadigma. Jedoch ließe sich der flottierenden Bedeutungsebene Derridas die in der Sprachwissenschaft gebräuchliche Merkmals- bzw. Komponentenanalyse entgegenstellen, die keinerlei ontologisch oder metaphysisch verwurzelte Unterscheidung von gesprochener und geschriebener Sprache aufweist. Der Ontologie, die er selbst so sehr zu zerschlagen sucht, ist er noch weitaus eher verhaftet als die sprachanalytischen Philosophien eines Frege, Russell, Wittgenstein oder Austin, die bereits vor dem Erscheinen der Grammatologie die linguistische Wende einleiteten.
Der US-amerikanische Sprachphilosoph John Searle attestierte in einem vielbeachteten Artikel in der Zeitschrift The New York Review of Books Derrida und seinen Epigonen auch aus eben genanntem Grund eine „atemberaubende Implausibilität“ in ihren Behauptungen, ein krasses Missverstehen von Ursache und Wirkung und vergleicht sie mit dem Kaiser ohne Kleider. Derridas Thesen seien noch in der prä-wittgensteinschen Auffassung verhaftet und seien den sprachphilosophischen Arbeiten von Austin, Chomsky, Quine und vielen anderen an Verständlichkeit und intellektuellem Gehalt weit unterlegen. Vor allem letzteres Argument ist nicht sehr stichhaltig. Derrida beweist in seinen Texten ab den 70er Jahren seine Kenntnis der seinerzeit aktuellen Beiträge von Philosophen aus dem angelsächsischen Raum (siehe die Debatte mit Searle); auch einen Bezug auf Wittgenstein findet man in mehreren Texten, darunter in Derridas klassisch gewordenen Werk Gesetzeskraft.
Wie aktuell die Kritik und wie weitreichend das Unverständnis für Derridas Denken in Fachkreisen auch heute noch ist, veranschaulicht eine kleine Randbemerkung des deutschen Sprachwissenschaftlers Anatol Stefanowitsch. Stefanowitsch stimmt darin Noam Chomsky zu, der in einem Interview polemisch bemerkt, die Arbeiten von Derrida, Althusser und Lacan bestünden zu zehn Prozent aus Binsenweisheiten und vom Rest verstehe er kein Wort.

### Einführungen
- Johanna Bossinade: Poststrukturalistische Literaturtheorie. Stuttgart 2000.
- Umberto Eco: Einführung in die Semiotik. München 1972.
- Umberto Eco: Zeichen. Einführung in einen Begriff und seine Geschichte. München 1977.
- Jörg Lagemann, Klaus Gloy: Dem Zeichen auf der Spur. Derrida – eine Einführung.  Aachen 1998.
- Heinz Kimmerle: Derrida. Eine Einführung. Hamburg 2000.
- Caroline Pross, Gerald Wildgruber: Dekonstruktion. In: Heinz Ludwig Arnold, Heinrich Detering (Hrsg.): Grundzüge der Literaturwissenschaft. München 1996, S. 409–429.

### Internetquellen
- John Searle: The Word Turned Upside Down. In: The New York Review Of Books. New York 1983. Stand 24. Februar 2014. (hinter Paywall, der Text ist hier zugänglich)
- Anatol Stefanowitsch: Presseschau vom 10. Februar 2007. In: Bremer Sprachlog. Bremen 2007–2010. Stand 13. März 2014.

### Weiterführende Literatur
- Jonathan Culler: Dekonstruktion. Derrida und die poststrukturalistische Literaturtheorie. Reinbek bei Hamburg 1999.
- Jacques Derrida: Die Schrift und die Differenz. Übersetzt von Rodolphe Gasché, Frankfurt am Main 1976.
- Jacques Derrida: Die Stimme und das Phänomen. Ein Essay über das Problem des Zeichens in der Philosophie Husserls. Übersetzt von Jochen Hörisch. Frankfurt am Main 1979.
- Jacques Derrida: Randgänge der Philosophie. Übersetzt von Peter Engelmann u. a. Wien 1988.
- Peter Engelmann: Dekonstruktion. Jacques Derridas semiotische Wende in der Philosophie. Wien 2013.
- Klaus Englert: Jacques Derrida. Paderborn 2009.
- Sarah Kofman: Derrida lesen. Wien 1987.
- Tore Langholz: Das Problem des „immer schon“ in Derridas Schriftphilosphie. Wien 2016.
- Robert Stockhammer: «1967». Pop, Grammatologie und Politik. Paderborn 2017.

### Weiterführende Weblinks
- Dekonstruktion. In: Online-Wörterbuch Philosophie.

- Derrida, Jacques. In: Online-Wörterbuch Philosophie.

- Wiki, das sich mit Derridas Grammatologie beschäftigt und nach dem Prinzip seiner Philosophie aufgebaut ist

- Gift für den Geist. In: Der Spiegel. 16/1992, 13. April 1992. (zum Protest gegen die Verleihung der Ehrendoktorwürde an der Universität Cambridge)

- Crashkurs zu Jacques Derrida auf YouTube